# Централна понтина мијелинолиза
Централна понтина мијелинолиза или синдром осмотске демијелинације (акроним ЦПМ) је демијелинизујући неуролошки синдром који припада групи алкохолних енцефалопатијa. Међутим, није специфична за уобичајену конзумацију алкохола и тренутно се третира углавном као јатрогени синдром повезан са пребрзом корекцијом хипонатремије. Осмотски демијелинизацијски синдром је шири појам који укључује и мијелинолизу средњег моста (понса) и екстрапростатичну мијелинолизу.
Мијелинолиза средишњег понтског моста је први пут описана као поремећај 1959. године Од овог оригиналног описа, демијелинизација у другим областима централног нервног система повезана са осмотским стресом је описана изван моста (екстрапонтина). Синдром осмотске демијелинизације је термин који се користи и за централну понтинску мијелинолизу и екстрапонтинску мијелинолизу.
Централна понтинска мијелинолиза и синдром осмотске демијелинизације најчешће се јављају као компликација у лечењу пацијената са дубоком хипонатремијом (низак ниво натријума), која може бити резултат различитог спектра стања, заснованих на различитим механизмима. Јавља се као последица брзог пораста тоничности серума након лечења код особа са хроничном, тешком хипонатремијом које су извршиле интрацелуларне адаптације на преовлађујући хипотоничност.

## Историја
Болест су 1958. године први открили Raymond Delacy Adams, Elliot Mancall i M. Victor. У оригиналном раду описана су четири случаја са смртним исходом и налази на обдукцији. Болест је описана као болест алкохоличара и неухрањених особа.  „Средишњи мост“ је указивао на место лезије, а „мијелинолиза“ је коришћена да се нагласи да је мијелин погођен. Аутори су намерно избегавали термин „демијелинизација“ да опишу ово стање, како би разликовали ово стање од мултипле склерозе и других неуроинфламаторних поремећаја.

## Етиопатогеназа
Централна понтина мијелинолиза (ЦПМ) је неинфламаторно и демијелинизирајуће оштећење моста које се може јавити код хроничног алкохолизма. Прогноза централне понтинске мијелинолизаје је променљива, а извештаји о магнетној резонанцији (МРИ) мозга пацијената са централном понтинском мијелинолизом у алкохолизму који се проспективно прате након апстиненције од алкохола су ретки у литератури. 
Неуролошки налази су укључивали слабост леве и десне фиксације, дизартрију, знаке благе спастичне квадрипарезе, благу до умерену атаксију екстремитета, умерену атаксију трупа, хипестезију налик чарапама и скраћени вибрациони сензибилитет у ногама. На магнетној резонанцији мозга констатована је лезија у облику трозуба у централном делу понса, која је имала карактеристике цнтралне понтинске мијелинолизе. 
После осмомесечне апстиненције од алкохола, клинички неуролошки статус болесника се значајно побољшао, док је контролни преглед мозга на магнетној резонанцији показао само минималну регресију претходно верификоване екстензивне лезије понтина. 
Код хроничног алкохолизма централна понтинска мијелинолиза може имати повољан клинички ток и прогнозу након престанка конзумирања алкохола упркос одржавању лезија мозга на магнертној резонантној томографији.
Централна понтина мијелинолиза се такође може јавити код пацијената склоних хипонатремији код следећих стања:
- тешка болест јетре (нпр цироза)

- трансплантација јетре,[9][10][11]

- алкохолизам

- хипокалемија

- код особа са серумског натријума <105 мЕк/Л

- тешке опекотине,[12][13]

- неухрањеност

- анорексија нервоза,[14][15][16]

- тешки поремећаји електролита

- ХИВ/АИДС

- хиперемеза гравидарум,[17][18]

- хипонатремија услед перитонеалне дијализе

- Верникеова енцефалопатија.[19]

## Клиничка слика
Симптоми централне понтинске мијелинолизе зависе од укључених региона мозга. Пре њеног почетка, пацијенти се могу јавити са неуролошким знацима и симптомима хипонатриемичне енцефалопатије као што су мучнина и повраћање, конфузија, главобоља и напади. Ови симптоми могу нестати нормализацијом концентрације натријума у серуму. 
Три до пет дана касније, јавља се друга фаза неуролошких манифестација у корелацији са почетком мијелинолизе. Уочљиви непосредни претходници могу укључивати нападе, поремећену свест, промене у ходу и смањење или престанак респираторне функције.
Класична клиничка слика је прогресивни развој спастичне квадрипарезе, псеудобулбарне парализе и емоционалне лабилности (псеудобулбарни афект), са другим променљивим неуролошким карактеристикама повезаним са оштећењем можданог стабла. Они су резултат брзе мијелинолизе кортикобулбарног и кортикоспиналног тракта у можданом стаблу.
Код око десет процената људи са централном понтинском мијелинолизом такође се налази екстрапонтинска мијелинолиза. У овим случајевима могу се појавити симптоми Паркинсонове болести.

## Дијагноза
Централна понтинска мијелинолиза (ЦПМ) као неинфламаторна, демијелинизирајућа лезија обично локализована у бази понтиса, дијагностикује се код пацијената који имају у историји болести: хронични алкохолизам, неухрањеност, дисномију ( изражена потешкоћа у памћењу имена или присећања речи потребних за усмени или писани језик) или брзу корекцију хипонатриемије.
Пре увођења магнетне резонанце (МРИ), дијагноза централне понтине мијелинолизе је често установљаване постмортем, тако да је прогноза овог стања је била сумњива, али у данашње време ретко се пријављаују асимптоматски, и бенигни случајеви,  централне понтине мијелинолизе. Међутим, лонгитудинални налази МРИ мозга код пацијената са ЦПМ алкохолизмом након одвикавања од алкохола су оскудни.

## Терапија
Да би се смањио ризик од развоја овог стања треба приступити уклањању његовог најчешћег узрока пребрзог преокрета хипонатремије. Хипонатремију треба кориговати брзином која не прелази 10 ммол/Л/24 х или 0,5 мЕк/Л/х; или 18 мЕк/Л/48 часа; чиме се избегава демијелинизација.
За сада нису обављена велика клиничка испитивања да би се испитала ефикасност терапијског поновног снижавања серумског натријума, или других интервенција које се понекад заговарају као што су стероиди или размена плазме. Алкохоличари треба да добију витаминске суплементе и формалну процену њиховог статуса ухрањености.
Једном када осмотска демијелинизација почне, нема лека или специфичног лечења. Нега је углавном подршка. Алкохоличарима се обично дају витамини за исправљање других недостатака. Повољни фактори који су допринели добром исходу мијелинолизе централног понтина без хипонатремије били су: 
- истовремени третман свих поремећаја електролита,
- рано укључивање јединице интензивне неге у случају појаве респираторних компликација,
- рано увођење исхране укључујући додатке тиамина,
- пажљиво праћење промена електролита и њихов унос.[31]

Студије на животињама сугеришу да инозитол смањује тежину синдрома осмотске демијелинизације ако се даје пре покушаја да се исправи хронична хипонатремија. Међутим потребна су даља истраживања пре употребе инозитола код људи у ову сврху.

## Прогноза
Иако се традиционално прогноза сматра лошом, могућ је добар функционални опоравак. Свим пацијентима са ризиком од развоја синдрома поновног храњења треба пажљиво пратити електролите, укључујући натријум, калијум, магнезијум, глукозу и фосфат.
Недавни подаци указују на то да прогноза критично болесних пацијената може бити чак и боља од онога што се генерално сматра, упркос озбиљним почетним клиничким манифестацијама и тенденцији интензивиста да потцене могућу повољну еволуцију.
Док неки пацијенти умиру, већина преживи, а од преживелих се отприлике:
- једна трећина опорави;

- једна трећинапсотају инвалиди, који могу самостално да живи;

- једна трећина су тешки инвалиди.[36]

Трајни инвалидитет варира од мањих тремора и атаксије до знакова тешког оштећења мозга, као што су спастична квадрипареза и синдром закључавања. Нека побољшања се могу видети током првих неколико месеци након што се стање стабилизује.
Степен опоравка зависи од обима првобитног оштећења аксона.